# Rebel Yell (chanson)
Singles de Billy Idol
White Wedding
(1983) Eyes Without a Face
(1984)
Rebel Yell est une chanson de Billy Idol extraite de l'album Rebel Yell et sortie en février 1983.

## Origine du nom et thème de la chanson
Billy Idol a eu l'idée du titre "Rebel Yell", alors qu'il était à une fête avec Mick Jagger, Keith Richards et Ron Wood des Rolling Stones. Ces derniers buvaient un whisky du Kentucky appelé "Rebel Yell". Ce nom lui a plu et il s'est dit que ça sonnerait bien comme titre de chanson.
Restait plus qu'à l'écrire.
Seulement la chanson ne parle pas d'alcool, mais il a repris la marque "rebel yell" mais cette fois au sens propre. La chanson parle donc d'une nuit d'activité sexuelle intense entre 2 partenaires...

## Liste des pistes
| 1. | Rebel Yell    | 4:45 |
| 2. | White Wedding | 8:30 |
| 3. | Crank Call    | 3:56 |

## Samples et reprises
Rebel Yell est samplé dans 2 chansons :
- Flames de Catamenia (2002).
- Tutta Roba Mia de Sgarra feat. Guè Pequeno and Don Joe (2008).

Rebel Yell a été repris 11 fois :
- Rebel Yell de All (1999)
- Rebel Yell de Scooter (1996)
- Rebel Yell de Drowning Pool (2007)
- Rebel Yell de Northern Kings (2007)
- Rebel Yell de The Twang (Country) (2004)
- Rebel Yell de Children of Bodom (2003)
- Rebel Yell de Black Veil Brides (2011)
- Rebel Yell de Dope (2009)
- Rebel Yell de Kill Hannah (2006)
- Rebel Yell de Otherwise (2013)
- Rebel Yell de Heidevolk (2015)

## Version de Scooter
Singles de Scooter
Let Me Be Your Valentine
(1996) I'm Raving
(1996)
Scooter reprend la chanson en mai 1996 et l'inclut dans l'album Our Happy Hardcore.

### Liste des pistes
| 1. | Rebel Yell (Radio Edit)   | 3:41 |
| 2. | Rebel Yell (Extended Mix) | 4:44 |
| 3. | Euphoria                  | 3:57 |

## Classements

### Classements hebdomadaires

#### Version de Billy Idol
| Classement (1984/1985)         | Meilleure position |
| ------------------------------ | ------------------ |
| Irlande (IRMA)                 | 6                  |
| Nouvelle-Zélande (RMNZ)        | 3                  |
| Royaume-Uni (UK Singles Chart) | 6                  |

#### Version de Scooter
| Classement (1996)                  | Meilleure position |
| ---------------------------------- | ------------------ |
| Allemagne (Media Control AG)       | 8                  |
| Autriche (Ö3 Austria Top 40)       | 7                  |
| Finlande (Suomen virallinen lista) | 8                  |
| Irlande (IRMA)                     | 23                 |
| Royaume-Uni (UK Singles Chart)     | 30                 |
| Suède (Sverigetopplistan)          | 42                 |
| Suisse (Schweizer Hitparade)       | 17                 |

## Autre support
Rebel yell fait partie de la bande son du jeu vidéo Métal gear solid the phantom pain.